# Osmiryd
Osmiryd – minerał będący naturalnym stopem osmu rodzimego i irydu rodzimego. Zawartość osmu i irydu jest zmienna. Może też zawierać domieszkę rutenu. Minerał (osm) towarzyszy rodzimej platynie, z której wyodrębnia się go, rozpuszczając platynę w wodzie królewskiej, w której osmiryd nie rozpuszcza się. Osm i iryd rozdziela się następnie wykorzystując lotność czterotlenku osmu.
Nazwa „osmiryd” jest obecnie niezalecana przez Międzynarodową Asocjację Mineralogiczną.